# Soda Lake (hrabstwo San Bernardino)
Soda Lake lub Soda Dry Lake – suche jezioro w ujściu rzeki Mojave na pustyni Mojave w hrabstwie San Bernardino w Kalifornii. Jezioro wypełnia się wodą w czasie okresów deszczowych. Woda znajduje się również pod powierzchnią.
Soda Lake wraz z Silver Lake są pozostałością dużego, stałego jeziora Lake Mojave istniejącego w okresie holocenu. Wody jeziora, obecnie bez wypływu, wyparowały i pozostawiły po sobie alkaliczne ewaporaty składające się z węglanu i wodorowęglanu sodu.
Soda Lake znajduje się na południe od drogi Interstate 15 w Kalifornii i można je zobaczyć ze skrzyżowania z drogą Zzyzx Road, z mostu Oat Ditch, jak również z mostu Soda Lake Bridge (oznaczonego jako Mojave River), patrząc na południe od Baker.